# Carl Sofus Lumholtz
Carl Sofus Lumholtz (23 avril 1851 - 5 mai 1922) est un explorateur et ethnographe norvégien, connu pour ses minutieuses recherches de terrain et ses publications ethnographiques sur les cultures autochtones de l'Australie et du Mexique.

## Biographie
Né à Fåberg, en Norvège, Lumholtz obtient son diplôme de théologie en 1876 à la Royal Frederick University, aujourd'hui université d'Oslo.

## Australie

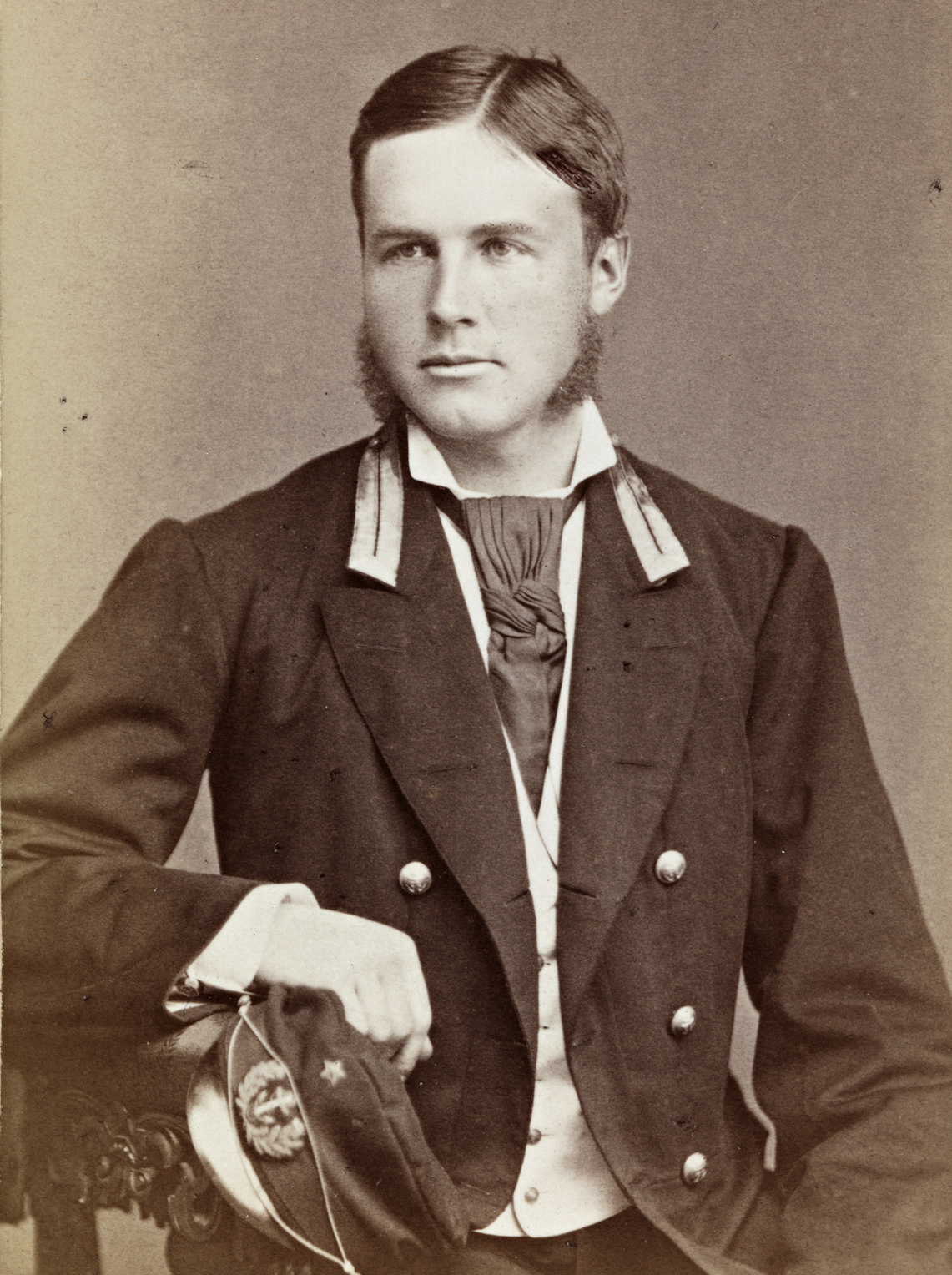
Carl Lumholtz en tant que cadet de la marine (sans date).

Lumholtz se rend en Australie en 1880, où il passe dix mois entre 1882 et 1883 parmi les habitants indigènes de la région d'Herbert-Burdekin, dans le nord du Queensland. Il écrit un livre sur son expérience, Parmi les cannibales: récit de quatre années de voyages en Australie et de la vie de camp avec les aborigènes du Queensland, publié pour la première fois en 1889, et considéré comme la plus belle recherche ethnographique de la période du nord du Queensland Aborigènes .
Alors que les auteurs précédents n'avaient commenté que l'apparence physique esthétique et la culture matérielle des peuples autochtones de la région, Lumholtz ajoute un niveau de recherche universitaire unique pour cette période. Son travail enregistre pour la première fois les relations sociales, les attitudes et le rôle des femmes dans la société. Il donne également une série de deux conférences sur Parmi les Indiens d'Australie pour le Lowell Institute pendant la saison 1889–90.
Il passe quatre ans dans le Queensland; ses expéditions comprennent des visites dans la vallée des lagons et dans la région de la rivière Herbert. Il fait des collections de mammifères tout en vivant avec les peuples locaux, ces spécimens sont utilisés pour la description de quatre nouvelles espèces. L'un d'entre eux tire son nom de la localité, Pseudochirulus herbertensis (Herbert River Ringtail Possum), et un autre commémore son propre nom, Dendrolagus lumholtzii (l'arbre kangourou de Lumholtz).

## Mexique

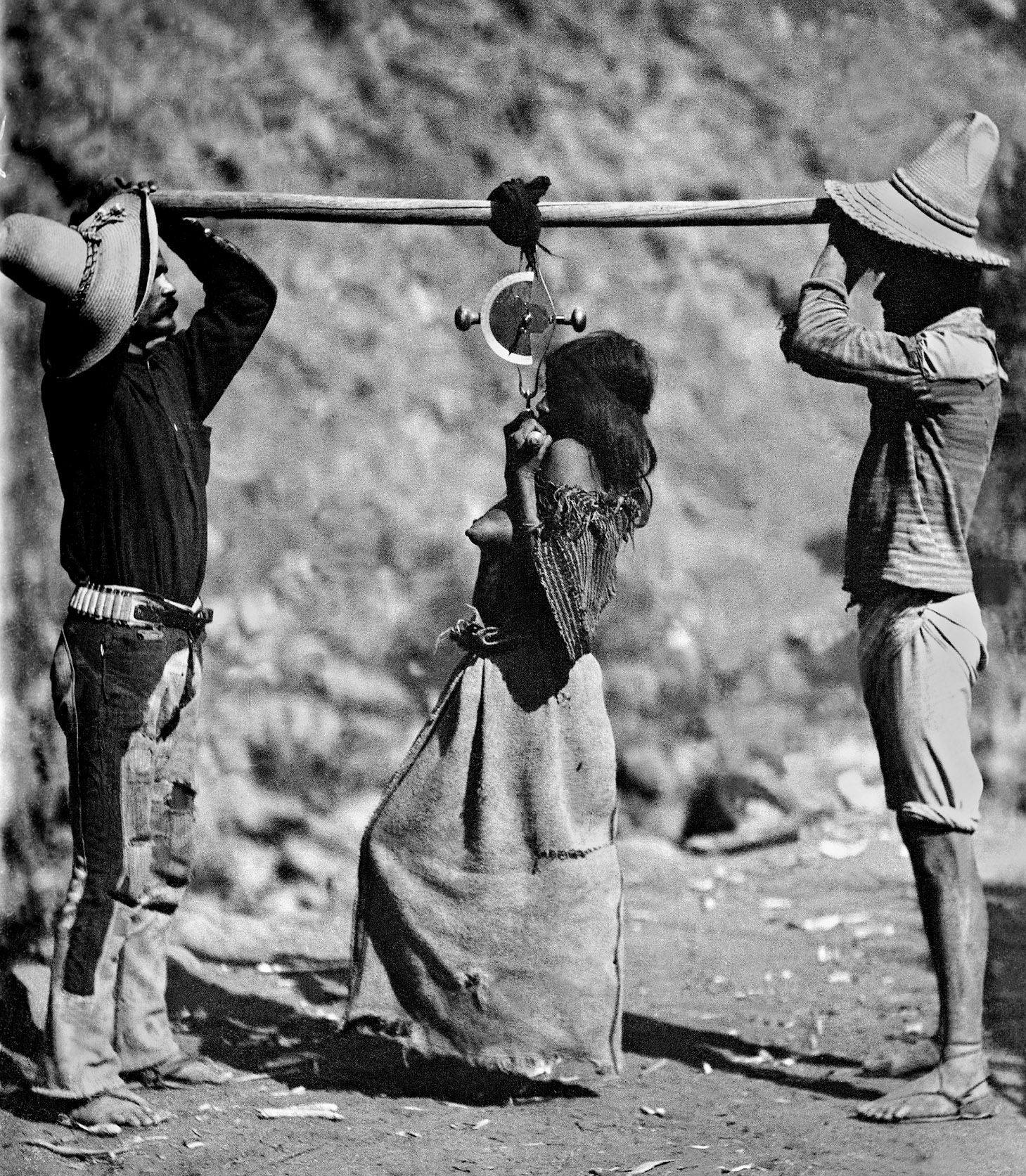
La pesée d'une femme Tarahumara, Chihuahua. Photo de 1892 de Carl Lumholtz.

Lumholtz se rend ensuite au Mexique avec le botaniste suédois C.V. Hartman. Il séjourne pendant de nombreuses années et effectue plusieurs expéditions de 1890 à 1910, à la charge du musée américain d'histoire naturelle. Son ouvrage, Unknown Mexico, est un recueil de deux volumes de 1902 décrivant de nombreux peuples autochtones du nord-ouest du Mexique, notamment les Cora, les Tepehuán, les Pima Bajo et plus particulièrement les Tarahumara, parmi lesquels il vit plus d'un an. Lumholtz est l'un des premiers à décrire des artefacts de tombes puits et de la culture Purépecha. Il décrit des sites archéologiques, ainsi que la flore et la faune de la région septentrionale de la Sierra Madre, appelée Gran Chichimeca. Il donne une série de trois conférences sur "Les caractéristiques des habitants des cavernes de la Sierra Madre" pour la saison 1893-1894 de l'Institut Lowell .
En 1905, Lumholtz est l'un des membres fondateurs de l'Explorers Club, une organisation qui promeut l'exploration et la recherche scientifique sur le terrain. Il entreprit une brève expédition en Inde de 1914 à 1915, puis à Bornéo de 1915 à 1917, qui fut sa dernière expédition.

## Bornéo

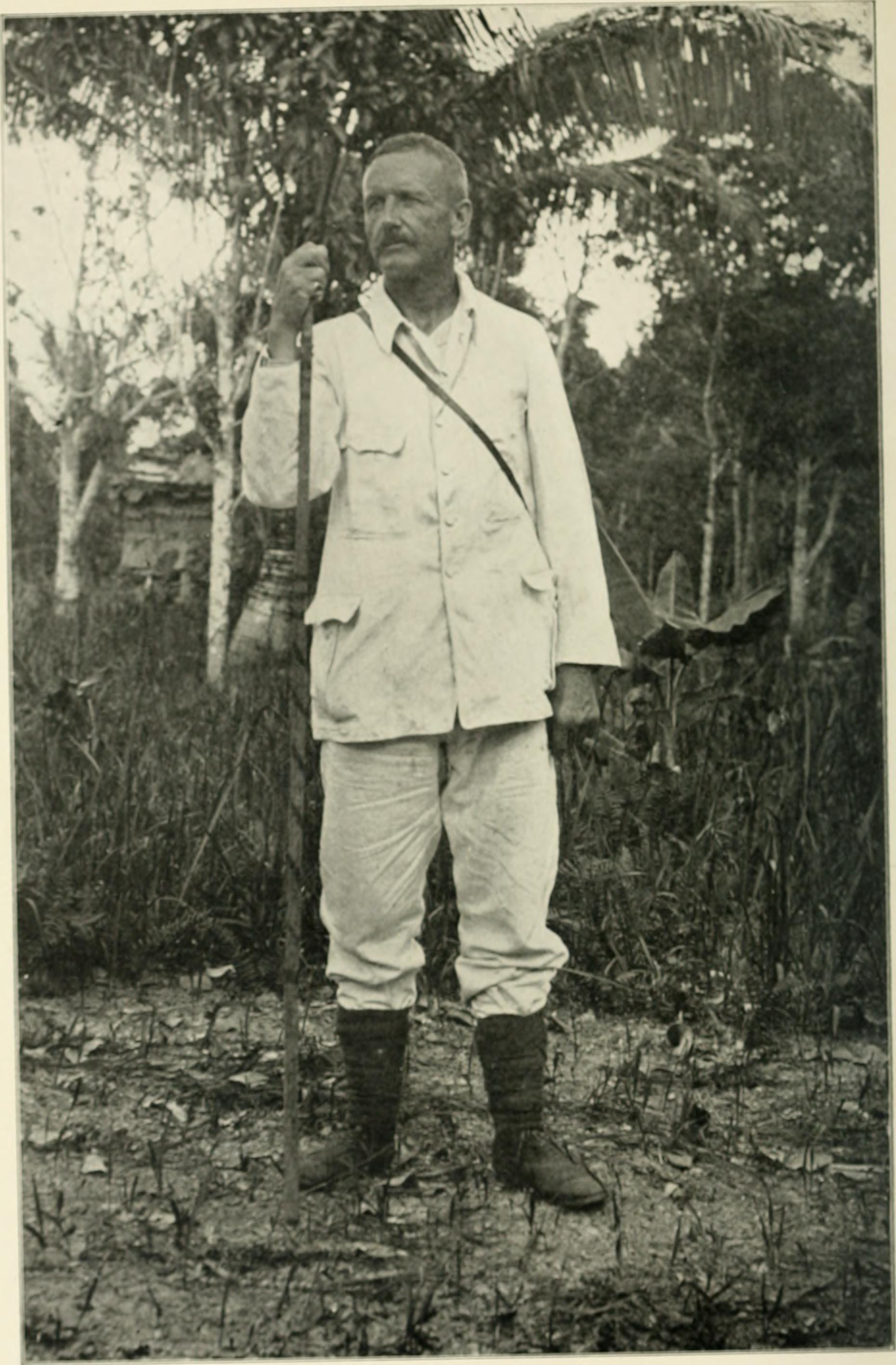
Carl Lumholtz dans la régence de Bulungan, Bornéo hollandais, mai 1914.

Lumholtz commence une expédition en 1914 pour explorer les terres du Bornéo central hollandais, principalement inconnues, qui font actuellement partie de l'Indonésie. Son objectif principal est d'interagir avec les peuples autochtones pour en apprendre davantage sur leur culture et leurs habitudes, même s'il s'intéresse également à la flore et à la faune de la région.
Il reçoit de nombreuses subventions d'institutions géographiques (Société norvégienne de géographie, Royal Geographical Society et Koninklijk Nederlandsch Aardrijkskundig Genootschap), mais son voyage est compliqué par le déclenchement de la Première Guerre mondiale qui rend difficile l'obtention d'une escorte militaire,. Il avait initialement prévu d'explorer la Nouvelle-Guinée, mais cela est rendu impossible par la guerre.
Il décrit deux nouvelles espèces d'écureuils volants et une nouvelle espèce de colugo, originaires de la région. Il présente ses découvertes en 1916 à Amsterdam dans un film intitulé Borneo Gefilmd (traduction : Le tournage de Bornéo), qui dure environ 40 minutes.
Au cours de cette expédition, Lumholtz rencontre plusieurs tribus de peuples autochtones. L'une d'entre elles est le peuple Dayak, qui non seulement maîtrise l'art de la coupe du bois, mais qui fait également preuve d'une formidable force de frappe lorsqu'il combat des crocodiles, selon Lumholtz. Ils jouent également un rôle important dans l'expédition de Lumholtz, en construisant des camps et des pièges pour attraper des animaux sauvages, et en lui apportant du matériel (Dayaks a été considéré comme un terme collectif pour les autochtones de Bornéo).
Une autre peuple que Lumholtz rencontre est le Punan. Quand Lumholtz visite les Punans, ils ont déjà cessé la chasse de têtes et sont devenus un peuple paisible et sans danger, selon Lumholtz. Il déclare également que les Punan ont probablement copié cette coutume des Dayaks.
Lumholtz écrit sur ses expériences à Bornéo dans son livre, Through Central Borneo; un récit de deux années de voyage au pays des chasseurs de têtes entre 1913 et 1917, publié en 1920.

## Fin de vie
En 1922, Lumholtz meurt de tuberculose à Saranac Lake, New York, où il se faisait soigner dans un sanatorium. Il a publié six livres sur ses découvertes, ainsi que l'autobiographie Ma vie d'exploration (1921).

## Héritage et récompenses
Son plus grand héritage a été ses livres et sa façon de travailler, qui ont fortement influencé le domaine de l'ethnographie.
- Le parc national de Lumholtz, dans le nord du Queensland, a été nommé en son honneur lors de sa création en 1994. Toutefois, en 2003, le nom du parc national de Girringun a été modifié pour refléter ses racines autochtones.
- Le conifère mexicain Pinus lumholtzii, le pin de Lumholtz, porte son nom.
- L'arbre-kangourou (Dendrolagus lumholtzi) de Lumholtz a été nommé d'après son nom.
- L'espèce de serpent Calamaria lumholtzi a été nommée en son honneur[11].

## Travaux
Une liste incomplète des travaux :
- Parmi les cannibales; un récit de quatre années de voyage en Australie et de la vie de camp avec les aborigènes du Queensland (1889).
- Mexique inconnu; un mémoire de cinq années d'exploration parmi les tribus de la Sierra Madre occidentale; dans la tierra caliente de Tepic et Jalisco; et parmi les Tarascos de Michoacan (1902).
- Par le centre de Bornéo; un récit de deux années de voyage au pays des chasseurs de têtes entre 1913 et 1917 (1920).
- Ma vie d'exploration (1921).